# Hayato Fujita
Hayato Fujita, Jr. (藤田 勇人 Fujita Hayato?) (20 de septiembre de 1986) es un luchador profesional japonés conocido por su trabajo en varias empresas de Japón, entre las que destacan Michinoku Pro Wrestling y Pro Wrestling ZERO1.

## Carrera
Hayato heredó su vocación por la lucha de su padre, Hayato Fujita, quien se había convertido en uno de los luchadores más famosos de la promoción Doglegs a pesar de padecer parálisis cerebral. Hayato hijo se inició en el mundo de la lucha con 8 años en la misma empresa, donde debutó en un combate contra su padre. Más tarde, durante su etapa en la escuela secundaria, Hayato aprendió lucha grecorromana y artes marciales mixtas bajo la tutela de Norifumi "K.I.D." Yamamoto, formando parte años después de un torneo nacional de lucha celebrado en Tokio. Durante uno de los combates del torneo, Hayato fue presentado a Jinsei Shinzaki, quien le invitó a Michinoku Pro Wrestling para perseguir otro de sus sueños: ser luchador profesional.

### Michinoku Pro Wrestling (2004-presente)

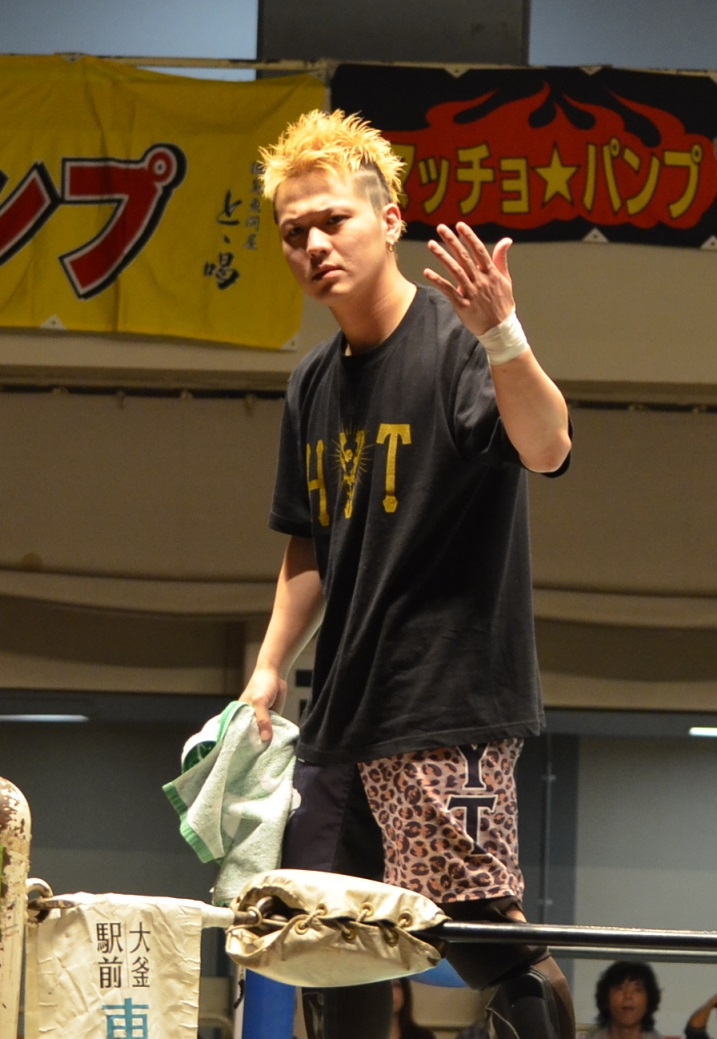
Fujita en 2014.

Hayato debutó en Michinoku Pro Wrestling el 3 de diciembre de 2004 contra Katsuhiko Nakajima, otro luchador con trasfondo en las artes marciales mixtas. Aunque perdió la lucha, Hayato pasó el resto del año entrenando hasta septiembre, donde volvió a luchar al ser insultado por Los Salseros Japóneses (Takeshi Minamino, Pineapple Hanai, Mango Fukuda & Kesen Numajiro). Hayato hizo equipo con Shanao, Kagetora & GAINA y les derrotó en su primera victoria. Ese fue su combate de despedida, ya que fue enviado a México seguidamente para entrenar en el Último Dragón Gym merced a los contactos de MPW con Toryumon. Fujita luchó en Toryumon México durante el resto del año, participando en la Young Dragons Cup 2005 y siendo eliminado en la segunda ronda por Kazuchika Okada.
A mediados de 2006, Fujita volvió a Japón, ahora con una nueva personalidad. Hayato se presentó como un luchador dispuesto a hacer su marca en la empresa amparándose en su juventud y su estilo de lucha, el cual era muy diferente del de la mayoría de trabajadores de MPW. Fujita participó en el Tetsujin Tournament 2006 de Michinoku Pro, llegando a la final, pero siendo eliminado por Rasse. Tras ello, Hayato se incorporó al plantel principal, consiguiendo múltiples victorias y enfrentándose al grupo stable heel STONED (Kagetora, Kei Sato, Shu Sato & Maguro Ooma) hasta su desaparición. Sin embargo, en diciembre de 2008 Fujita mismo se volvió heel y se unió a Kei Sato & Shu Sato para fundar la facción Kowloon, a la que luego se unieron también Takeshi Minamino, Taro Nohashi, Ken45º y Maguro Ooma. En los primeros combates del grupo, Fujita hizo equipo con Minamino para competir en la Futaritabi Tag League 2008, donde fueron derrotados por Kagetora & Rasse. El punto culminante de su carrera fue cuando en diciembre derrotó a Yoshitsune para ganar el MPW Tohoku Junior Heavyweight Championship, el cual retendría durante meses antes de perdelo ante Kenou. 
A principios de 2010, Fujita se lesionó, y tuvo que entrar en inactividad; por ello, el resto de Kowloon declaró que habían encontrado un nuevo líder, que resultó ser Último Dragón. Descontento con haber sido degradado, Hayato abandonó Kowloon y se volvió face, pero este estado no duraría mucho tiempo, traicionando al resto de luchadores de M-Pro para volver a unirse a Kowloon. Debido a ello, Dragón le permitió volver a ser el líder, prefiriendo tomar un segundo plano.
En enero de 2012, Taro Nohashi se volvió contra Hayato y le expulsó del grupo, alineándose con el hasta entonces face Kenou. Para sorpresa de Fujita, los hermanos Sato y Rui Hiugaji siguieron a Nohashi y Kenou, procediendo a apalear a Fujita hasta que Takeshi Minamino y Manjimaru llegaron y, fieles a Hayato, trataron de impedirlo, aunque acabando ellos también sufriendo el castigo. Después este incidente, Kenou renombró su nuevo grupo como Asura, y Hayato y sus dos seguidores formaron Bad Boy para oponerse a ellos.

### Osaka Pro Wrestling (2006)
En octubre, Fujita apareció en Osaka Pro Wrestling durante el torneo Tenno-Zan 2006. En él, Hayato fue capaz de llegar a la semifinal, donde fue eliminado por descalificación por Tigers Mask.

### BattlARTS (2006-2009)
Desde 2006, Hayato realizó apariciones esporádicas en la promoción BattlARTS, en la que se usaba un estilo de shoot wrestling similar al suyo.

### Dragon Gate (2008-2011)
Hayato comenzó a aparecer en Dragon Gate en febrero de 2008, siendo traído por Masaaki Mochizuki en su marca Mochizuki Buyuden. Allí Fujita hizo equipo con Munenori Sawa para participar en el Mochizuki Buyuden Tag Tournament 2008, torneo que ganaron después de derrotar a m.c.K.Z. & Super Shenlong II. La siguiente semana, Fujita tuvo un combate contra Masaaki por el ZERO1-MAX World Junior Heavyweight Championship, pero fue derrotado después de una larga lucha. A pesar de ello, Hayato siguió apareciendo en la empresa al lado de Sawa y otros luchadores de BattlARTS y Pro Wrestling ZERO1.
En 2011, Hayato aparecería junto con su grupo Kowloon en el plantel principal de Dragon Gate para apoyar a su compañero KAGETORA, quien acababa de ser despedido de la facción KAMIKAZE.

### Pro Wrestling ZERO1 (2009-presente)
A finales de 2009, Hayato comenzó a luchar para Pro Wrestling ZERO1, participando en la mayoría de torneos oficiales de la empresa durante los años siguientes.
Sus primeras apariciones fueron durante el Tenkaichi Junior Tournament 2009, donde Fujita se abrió paso hasta la final tras derrotar a Munenori Sawa y Hajime Ohara, pero fue vencido finalmente por Ikuto Hidaka. A pesar de la derrota, Fujita siguió compitiendo en ZERO1, enfrentándose en combates por equipos a luchadores como Ikuto Hidaka, Masaaki Mochizuki, Minoru Fujita y Takuya Sugawara. En 2010, Fujiya y Hidaka hicieron equipo para tomar parte en el torneo Furinkazan Tag League 2010, pero no consiguieron victorias suficientes. Tras ello, Hayato entró en un feudo con Masato Tanaka, pero fue derrotado por él en Fire Festival 2011. En la edición de ese año del Tenkaichi Junior Tournament, Fujita volvió a llegar a la final, pero esta vez Munenori Sawa se cobró su venganza y derrotó a Hayato para ganar el torneo. Meses después, sin embargo, Tanaka y Hayato hicieron equipo para competir en Furinkazan Tag League, liga que ganaron después de vencer a Shinjiro Otani & Yoshikazu Yokoyama.

### New Japan Pro Wrestling (2009-presente)
En diciembre de 2009, Hayato realizó una aparición estelar en New Japan Pro Wrestling, enfrentándose a Koji Kanemoto en la primera ronda del Super J Cup 2009. 
La derrota no desanimó a Fujita y, al año siguiente, hizo equipo con su compañero de Kowloon Taro Nohashi para competir en el Super J Tag Tournament, derrotando a Jushin Liger & Nobuo Yoshiyashi; sin embargo, Kowloon sería vencido en la segunda ronda por Koji Kanemoto & El Samurai. Posteriormente, Fujita volvió a luchar en solitario, participando con notable éxito en el Best Of The Super Juniors XVII, pero sin lograr la victoria. En noviembre, Fujita y Nohashi volvieron para competir en Super J Tag League, pero de nuevo no consiguieron ganar.
En 2011, Hayato tomó parte en Best Of The Super Juniors XVIII, de nuevo derrotando a múltiples oponentes, pero siendo vencido.

### Kensuke Office Pro-Wrestling (2011)
En 2011, Fujita comenzó a hacer apariciones en Kensuke Office Pro Wrestling, territorio de desarrollo de Pro Wrestling NOAH y Dragon Gate.

## En lucha
- Movimientos finales
  - K.I.D.[1][2] (Guillotine choke)
  - K.I.D. Clutch[6] (Guillotine choke derivado en rolling cradle pin)
  - Helm[1][2] (Stiff running knee strike a la cara de un oponente sentado o levantándose)
  - High-speed roundhouse kick a la cabeza del oponente[7]

- Movimientos de firma
  - Ankle lock[8]
  - Cross armbar[9]
  - Dragon screw
  - Heel hook[8]
  - Inverted DDT
  - Kimura armlock
  - Lifting DDT, a veces desde una posición elevada
  - Reverse STO
  - Running knee strike a la cara de un oponente sentado en el rincón
  - Spear[8]
  - Springboard plancha[8]
  - STF[10]
  - Triangle choke
  - Varios tipos de kick:
    - Drop
    - Enzuigiri, a veces desde una posición elevada
    - High-speed sole
    - Jumping high
    - Múltiples stiff roundhouse al torso del oponente[8]
    - Múltiples stiff shoot al pecho del oponente[8]
    - Running big boot
    - Savate[8]

  - Varios tipos de suplex:
    - Deadlift German[8]
    - Gutwrench
    - Leg hook belly to back,[8] a veces desde una posición elevada

- Apodos
  - Fujita "Jr." Hayato[1]
  - "God Bless"[1]

## Campeonatos y logros
- Dragon Gate
  - Mochizuki Buyuden Tag Tournament (2008) - con Munenori Sawa

- Futen
  - One Night Tag Tournament (2008) - con Takeshi Ono

- Michinoku Pro Wrestling
  - MPW Tohoku Junior Heavyweight Championship (2 veces, actual)
  - Tetsujin Tournament (2009)

- Pro Wrestling ZERO1
  - Furinkazan (2011) - con Masato Tanaka

## Filmografía
| Título    | Papel        | Año  |
| Gachi Boy | Ginjiro Ando | 2008 |